# Castillon-la-Bataille
Pour les articles homonymes, voir Castillon et Bataille (homonymie).
Castillon-la-Bataille est une commune du Sud-Ouest de la France, située dans le département de la Gironde, en région Nouvelle-Aquitaine.

## Géographie

### Localisation
Castillon-la-Bataille est située dans l'est du département de la Gironde, au confluent de la Dordogne et de la Lidoire, entre Libourne et Sainte-Foy-la-Grande. Avec trois communes dont deux lui sont limitrophes, elle forme une petite agglomération : l'unité urbaine de Castillon-la-Bataille.

### Communes limitrophes
Les communes limitrophes sont Belvès-de-Castillon, Lamothe-Montravel, Saint-Michel-de-Montaigne, Mouliets-et-Villemartin et Saint-Magne-de-Castillon.
|                          | Belvès-de-Castillon     | Saint-Michel-de-Montaigne (Dordogne) |
| Saint-Magne-de-Castillon | Castillon-la-Bataille   | Lamothe-Montravel (Dordogne)         |
|                          | Mouliets-et-Villemartin |                                      |

### Hydrographie
La commune est bordée au sud sur près d'un kilomètre et demi par la Dordogne, face à Mouliets-et-Villemartin. Son affluent de rive droite la Lidoire borde intégralement le flanc oriental de la commune sur près de six kilomètres, face à Saint-Michel-de-Montaigne et Lamothe-Montravel. Affluent de rive droite de la Lidoire, le ruisseau de la Brande baigne le nord-est de la commune sur environ 750 mètres. Autre affluent de rive droite de la Dordogne, le Rieuvert arrose le sud-ouest du territoire communal sur un kilomètre et demi.

### Climat
Pour des articles plus généraux, voir Climat de la Nouvelle-Aquitaine et Climat de la Gironde.
Historiquement, la commune est exposée à un climat océanique aquitain.  
En 2020, Météo-France publie une typologie des climats de la France métropolitaine dans laquelle la commune est exposée à un climat océanique et est dans la région climatique  Aquitaine, Gascogne, caractérisée par une pluviométrie abondante au printemps, modérée en automne, un faible ensoleillement au printemps, un été chaud (19,5 °C), des vents faibles, des brouillards fréquents en automne et en hiver et des orages fréquents en été (15 à 20 jours).
Pour la période 1971-2000, la température annuelle moyenne est de 13 °C, avec une amplitude thermique annuelle de 15 °C. Le cumul annuel moyen de précipitations est de 822 mm, avec 11,9 jours de précipitations en janvier et 7,3 jours en juillet. Pour la période 1991-2020, la température moyenne annuelle observée sur la station météorologique la plus proche, située sur la commune de Saint-Émilion à 10 km à vol d'oiseau, est de 13,9 °C et le cumul annuel moyen de précipitations est de 798,1 mm,. Pour l'avenir, les paramètres climatiques de la commune estimés pour 2050 selon différents scénarios d’émission de gaz à effet de serre sont consultables sur un site dédié publié par Météo-France en novembre 2022.

### Milieux naturels et biodiversité

#### Natura 2000
La Dordogne est un site du réseau Natura 2000 limité aux départements de la Dordogne et de la Gironde, et qui concerne les 104 communes riveraines de la Dordogne, dont Castillon-la-Bataille,. Seize espèces animales et une espèce végétale inscrites à l'annexe II de la directive 92/43/CEE de l'Union européenne y ont été répertoriées.

#### ZNIEFF
Castillon-la-Bataille fait partie des 102 communes concernées par la zone naturelle d'intérêt écologique, faunistique et floristique (ZNIEFF) de type II « La Dordogne »,, dans laquelle ont été répertoriées huit espèces animales déterminantes et cinquante-sept espèces végétales déterminantes, ainsi que quarante-trois autres espèces animales et trente-neuf autres espèces végétales.

## Urbanisme

### Typologie
Au 1er janvier 2024, Castillon-la-Bataille est catégorisée bourg rural, selon la nouvelle grille communale de densité à sept niveaux définie par l'Insee en 2022.
Elle appartient à l'unité urbaine de Castillon-la-Bataille, une agglomération inter-départementale regroupant quatre  communes, dont elle est ville-centre,,. La commune est en outre hors attraction des villes,.

### Occupation des sols

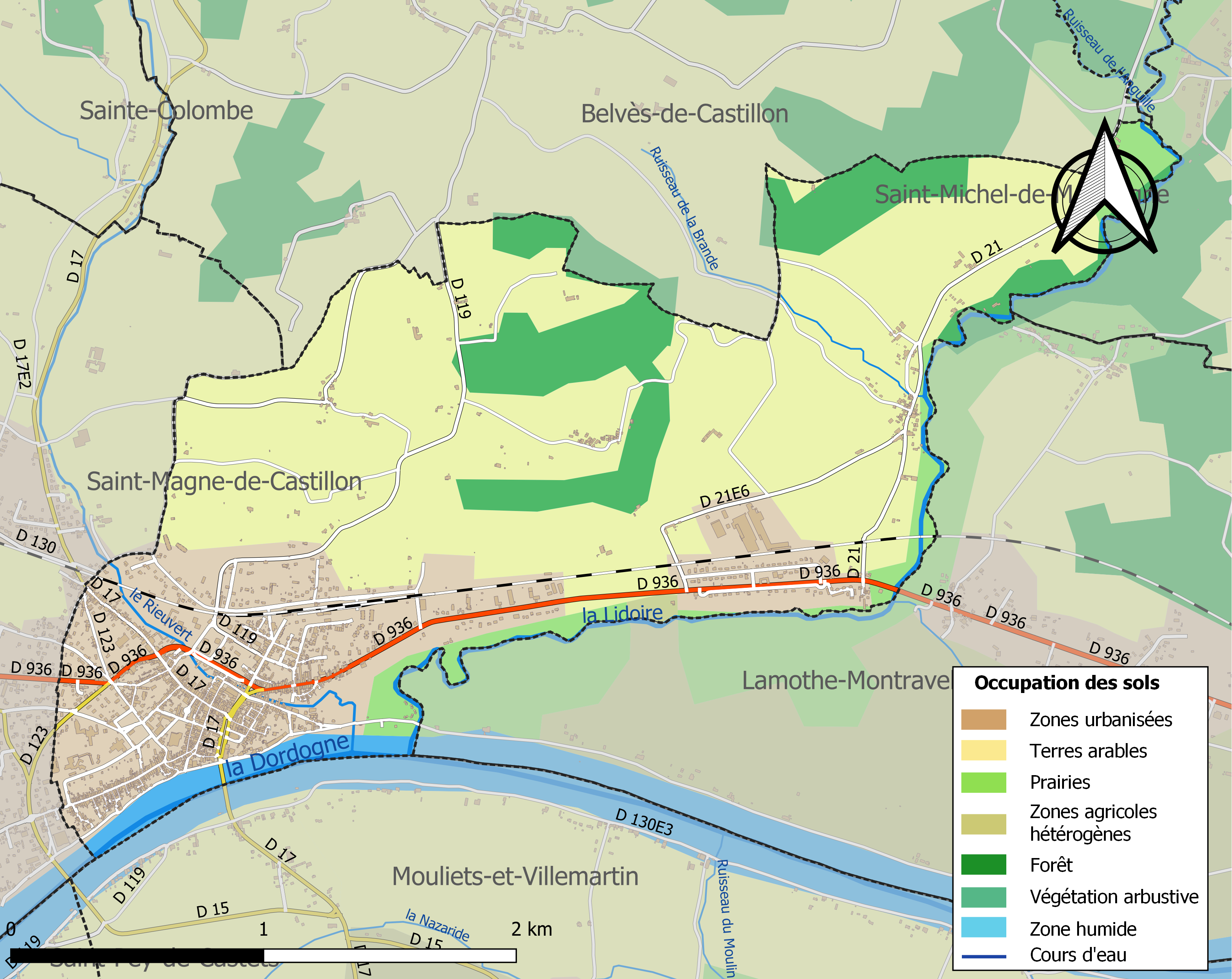
Carte des infrastructures et de l'occupation des sols de la commune en 2018 (CLC).

L'occupation des sols de la commune, telle qu'elle ressort de la base de données européenne d’occupation biophysique des sols Corine Land Cover (CLC), est marquée par l'importance des territoires agricoles (60 % en 2018), en diminution par rapport à 1990 (66,7 %). La répartition détaillée en 2018 est la suivante : 
cultures permanentes (54,9 %), zones urbanisées (26,5 %), forêts (11,5 %), prairies (4,8 %), eaux continentales (2,1 %), zones agricoles hétérogènes (0,3 %). L'évolution de l’occupation des sols de la commune et de ses infrastructures peut être observée sur les différentes représentations cartographiques du territoire : la carte de Cassini (XVIIIe siècle), la carte d'état-major (1820-1866) et les cartes ou photos aériennes de l'IGN pour la période actuelle (1950 à aujourd'hui).

### Risques majeurs
Le territoire de la commune de Castillon-la-Bataille est vulnérable à différents aléas naturels : météorologiques (tempête, orage, neige, grand froid, canicule ou sécheresse), inondations, mouvements de terrains et séisme (sismicité très faible). Il est également exposé à un risque technologique, la rupture d'un barrage. Un site publié par le BRGM permet d'évaluer simplement et rapidement les risques d'un bien localisé soit par son adresse soit par le numéro de sa parcelle.

#### Risques naturels
Certaines parties du territoire communal sont susceptibles d’être affectées par le risque d’inondation par débordement de cours d'eau, notamment la Dordogne et la Lidoire. La commune a été reconnue en état de catastrophe naturelle au titre des dommages causés par les inondations et coulées de boue survenues en 1982, 1983, 1991, 1992, 1993, 1999, 2005, 2008 et 2009,.
Les mouvements de terrains susceptibles de se produire sur la commune sont des tassements différentiels.

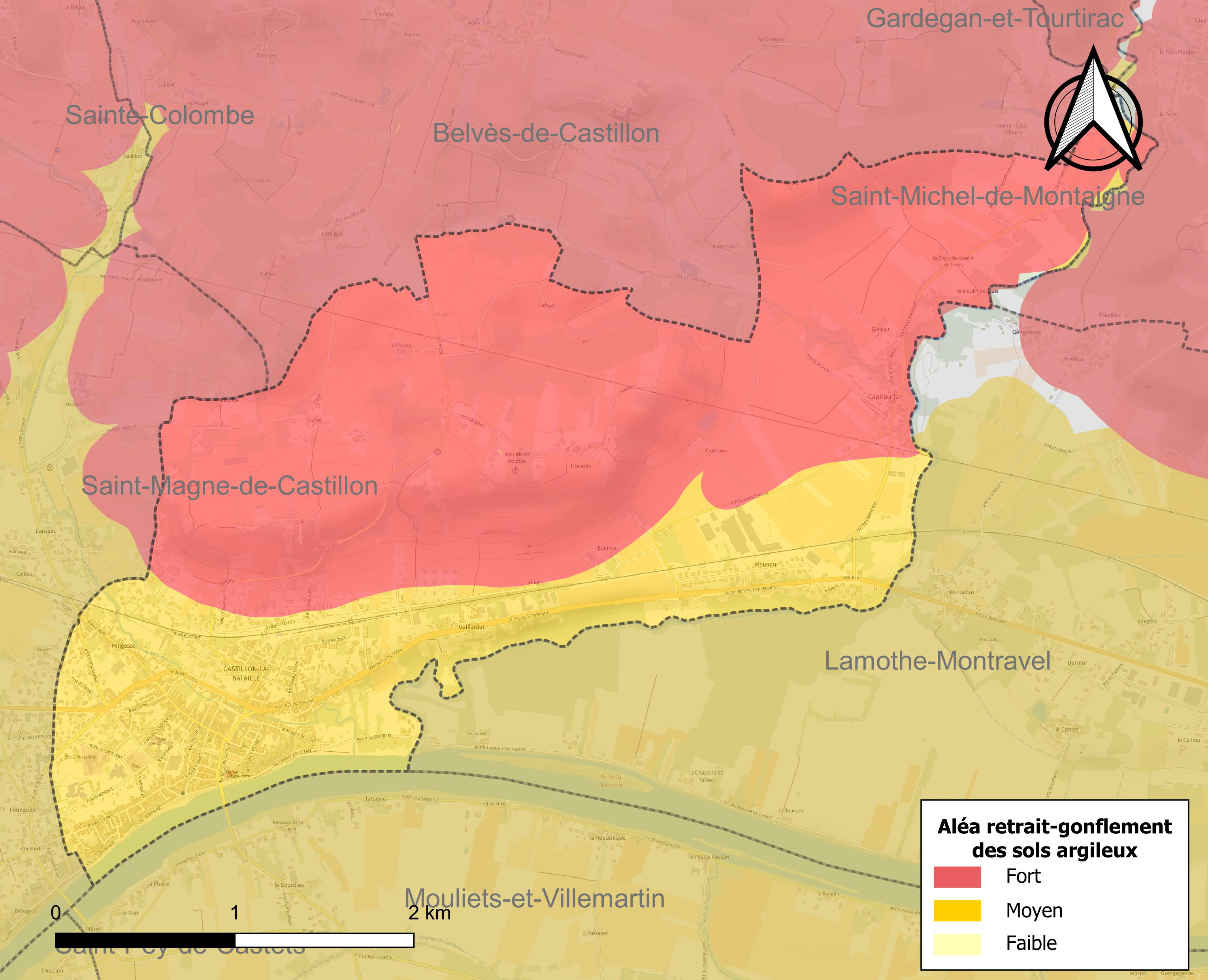
Carte des zones d'aléa retrait-gonflement des sols argileux de Castillon-la-Bataille.

Le retrait-gonflement des sols argileux est susceptible d'engendrer des dommages importants aux bâtiments en cas d’alternance de périodes de sécheresse et de pluie. 99,9 % de la superficie communale est en aléa moyen ou fort (67,4 % au niveau départemental et 48,5 % au niveau national). Sur les 1 291 bâtiments dénombrés sur la commune en 2019,  1 291 sont en aléa moyen ou fort, soit 100 %, à comparer aux 84 % au niveau départemental et 54 % au niveau national. Une cartographie de l'exposition du territoire national au retrait gonflement des sols argileux est disponible sur le site du BRGM,.
Par ailleurs, afin de mieux appréhender le risque d’affaissement de terrain, l'inventaire national des cavités souterraines permet de localiser celles situées sur la commune.
Concernant les mouvements de terrains, la commune a été reconnue en état de catastrophe naturelle au titre des dommages causés par la sécheresse en 1989, 1992 et 2012 et par des mouvements de terrain en 1999.

#### Risques technologiques
La commune est en outre située en aval du  barrage de Bort-les-Orgues, un ouvrage sur la Dordogne de classe A soumis à PPI, disposant d'une retenue de 477 millions de mètres cubes. À ce titre elle est susceptible d’être touchée par l’onde de submersion consécutive à la rupture de cet ouvrage.

## Toponymie
Le nom de la commune provient du mot latin castellum devenu castel et qui désigne un emplacement doté d’un « château » fortifié. Elle a fusionné avec Capitourlan le 1er vendémiaire de l'an XII.
La commune de Castillon-et-Capitourlan est devenue Castillon-la-Bataille en 1953.
En gascon, le nom de la commune est Castilhon de Dordonha, anciennement Castilhon e Capitorlan.

## Histoire

### Antiquité
Il semble que le site ait été utilisé par un établissement romain. De petits objets de l'époque de l'occupation romaine ont été découverts sur les sites de l'ancienne et de la nouvelle église.

### Haut Moyen Âge
Au passage de la Dordogne, en 732, les troupes d'Abd al-Rahman défont celles de Eudes, duc d'Aquitaine.
Les premiers documents disponibles sur la commune illustrent le rôle des vicomtes de Castillon qui dans le dernier quart du XIe siècle se distinguent dans leur travail de rénovation ou de fondation de différents établissements religieux comme Saint-Florent de Castillon.
On trouve un Pierre de Castillon, fondateur de l'abbaye de Faize (canton de Lussac) en 1137, compagnon de Richard Cœur de Lion en Terre sainte en 1190.

### Guyenne anglaise

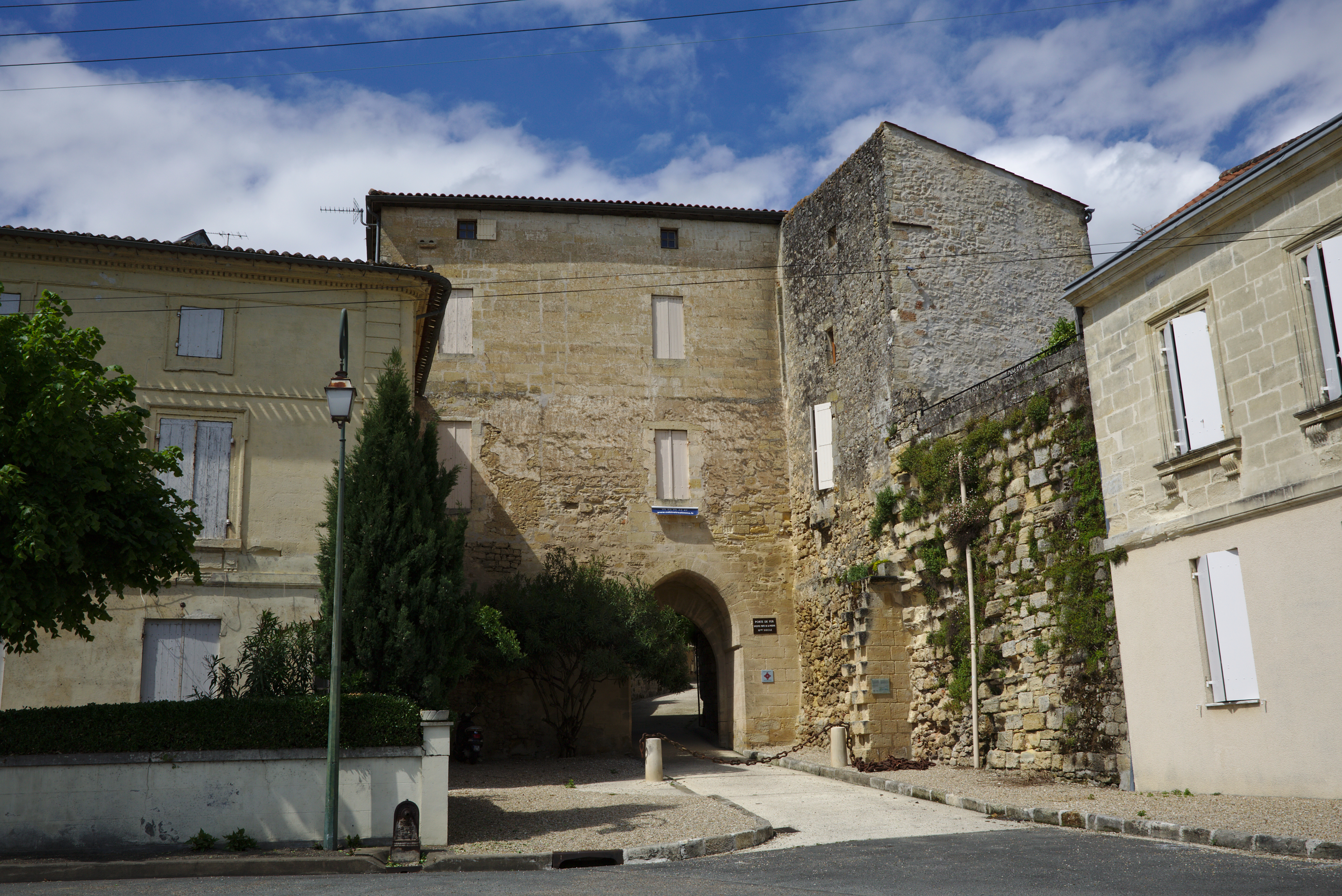
Porte de fer.

Anglaise depuis le mariage d'Aliénor d'Aquitaine et de Henri II Plantagenet, Castillon passe sous domination française en 1223, puis revient sous l'autorité des rois d'Angleterre en 1259. À la suite des révoltes[Quand ?] des barons de Guyenne contre Simon de Montfort, l'ancienne famille de Castillon perd sa vicomté. La seigneurie passe à la fin du XIVe siècle aux comtes de Foix, en la personne de Jean de Grailly, captal de Buch.
Sainte-Foy et Castillon sont conquises par Raoul de Nesles mais, le 20 mai 1303, dans l'église collégiale de Saint-Émilion, se passe l'acte solennel de restitution de toute la province aux agents du roi d'Angleterre.
En 1377, Louis Ier, duc d'Anjou et fils du roi Jean II le Bon, après avoir pris Bergerac et Sainte-Foy, assiège Castillon qui se défend pendant quinze jours.
En 1451, le bâtard d'Orléans, Jean de Dunois, fait la conquête de Bordeaux, et Castillon, comme toute la Guyenne, passe sous la domination de Charles VII. Le vicomte Gaston Ier de Foix-Grailly refuse de se rallier et s'exile en Espagne. Jean de Foix-Candale, fils de Gaston, entre dans la ligue des seigneurs bordelais qui rappellent les Anglais conduits par Talbot (1452). Charles VII forme alors une armée commandée par Jean Bureau, grand maître de l'artillerie. Talbot, qui est à Bordeaux, est prié d'aller à sa rencontre. La bataille de Castillon a lieu le 17 juillet 1453 et voit la victoire des Français, mettant ainsi fin à la guerre de Cent Ans.
Depuis 1977, une reconstitution de la bataille de Castillon est réalisée chaque année par le metteur en scène spécialiste des spectacles à grand déploiement, Eric Le Collen.
Jean de Foix, exilé en Angleterre, confirmera plus tard les privilèges des Castillonnais, parmi lesquels le droit d'élire un maire et deux jurats. Louis XI permettra à Jean de Foix de rentrer en possession de ses domaines.

Vers le milieu du XVIe siècle, la vicomté de Castillon passe de la maison de Foix à celle de Turenne.

### Guerres de religion
C'est à cette époque que se répand la doctrine luthérienne qui gagne de nombreux adeptes à Castillon qui envoie des missionnaires répandre la nouvelle religion.

Un peu plus tard, Blaise de Montluc s'étant rendu maître de ce « repaire d'hérétiques » en confie la garde à son capitaine Terride dont les exactions font basculer la population dans le parti de Henri de Bourbon et du prince de Condé. À la suite de quoi, en 1586, le duc de Mayenne Charles de Lorraine vient pour reprendre la ville. Après deux mois d'âpres et longs combats et une épidémie de peste, les défenseurs de la ville demandent une reddition honorable. Le duc de Mayenne entre dans la ville, fait rechercher les habitants, en trouve 22 et les fait pendre quelques jours plus tard.

En 1588, le vicomte de Turenne reprend Castillon à la faveur d'une attaque surprise, à l'aide de 300 hommes. La ville est accordée comme place de sûreté aux religionnaires. L'abjuration d'Henri IV ayant mécontenté les protestants, l'édit de Nantes les lui réconcilie.

Les guerres de religion se ravivent en 1621. Castillon est épargnée par le conflit. En 1622, à l'occasion de son passage, Louis XIII demande et obtient de Henri de la Tour, vicomte de Turenne et de Castillon, que l'on rase le château. À la mort du maréchal de Turenne (1623), c'est son neveu, Godefroy Maurice de La Tour d'Auvergne, qui hérite de ses biens en Guyenne. Exécuteur testamentaire, avec son frère Emmanuel, cardinal de Bouillon, ils s'engagent à faire une rente de 1 000 livres au bénéfice des pauvres de la terre qui se convertiraient à la foi catholique. La révocation de l'édit de Nantes et l'émigration protestante laissent cette rente sans emploi. Elle sera plus tard utilisée pour bâtir l'église.

### XVIIIesiècle

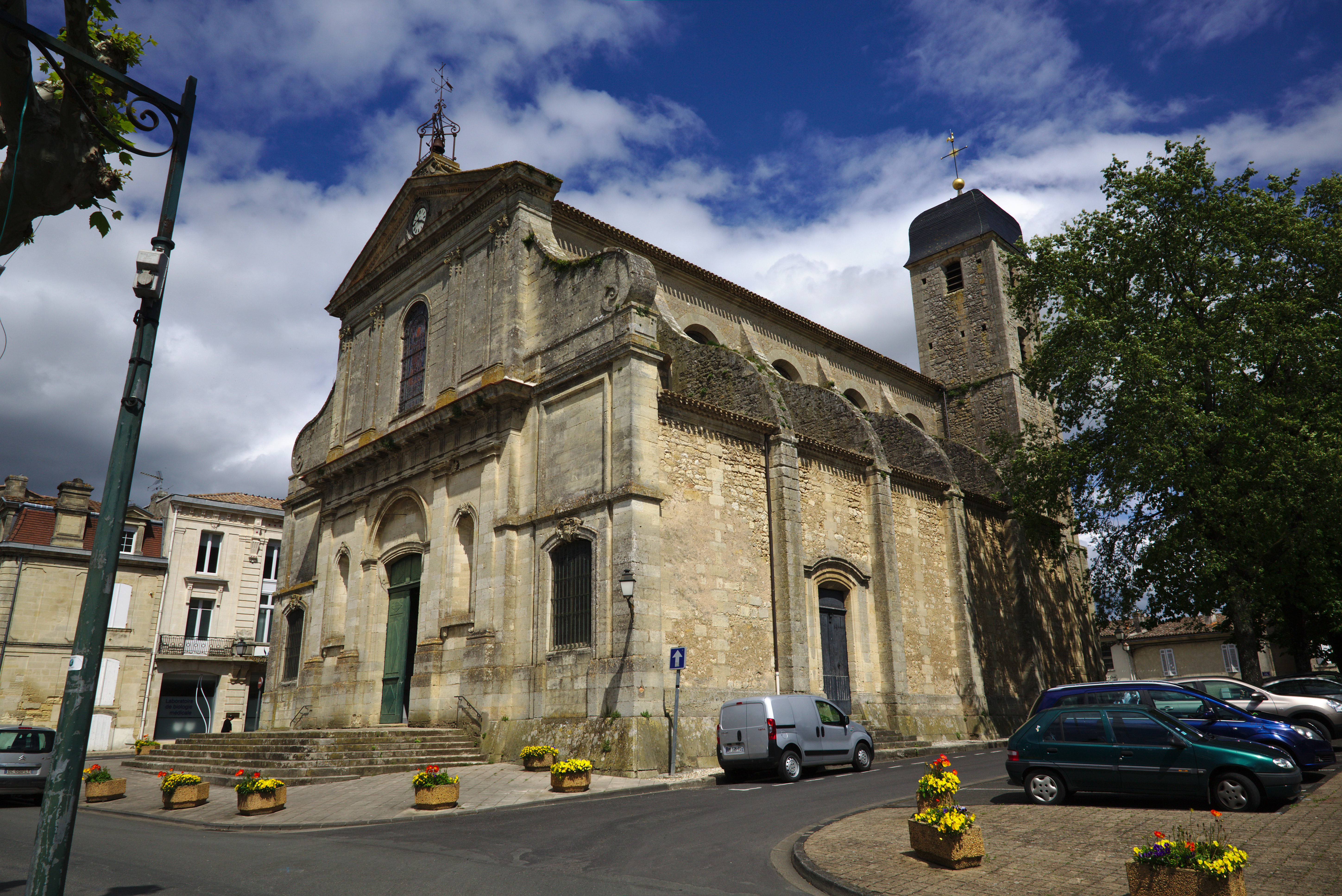
Église de Castillon-la-Bataille.

Le 3 décembre 1719, le duc de Bouillon vend les vicomtés de Castillon à Antoine Bonnet de Talmont qui les revendra en 1731 à André-François-Benoit Leberthon, premier président au parlement de Bordeaux. En 1735, Charles-Godefroy de La Tour d'Auvergne obtient du roi Louis XV l'autorisation de construire l'église et l'hôpital. À la Révolution de 1789, l'hôpital est transformé en hôtel de ville. André Leberthon, fils du précédent, perd ses droits seigneuriaux et vend ses propriétés en 1795.
À la formation du département de la Gironde en 1790, Castillon devient chef-lieu de canton du district de Libourne.

### XIXeetXXesiècles
Le 27 novembre 1953, en commémoration du 500e  anniversaire de la bataille de 1453, Castillon-et-Capitourlan devient Castillon-la-Bataille.

## Politique et administration

### Liste des maires
| Période                                  | Période   | Identité               | Étiquette | Qualité |
| ---------------------------------------- | --------- | ---------------------- | --------- | --- |
| Les données manquantes sont à compléter. |           |                        |           | |
|                                          | mars 1971 | Marceau Ourtigues      |           | |
| mars 1971                                | mars 1977 | Jacques Boyer-Andrivet | UDF, PR   | Maire de Saint-Pey-de-Castets (1949-1971), conseiller général (1970-1990), député (1966-1968), sénateur (1971-1980 et 1987-1989) |
| mars 1977                                | mars 1989 | Marcel Jouanno         | PS        | |
| mars 1989                                | mars 2008 | Michel Jouanno         | PS        | Conseiller régional |
| mars 2008                                | mars 2014 | Michel Holmière        | UMP       | |
| mars 2014                                | En cours  | Jacques Breillat       | UMP-LR    | Cadre supérieur Conseiller départemental (2015-)                                                                                 |

### Jumelages
Au 26 novembre 2012, Castillon est jumelée avec :
- Nabburg (Allemagne) depuis 1985
- Episkopí (Grèce) depuis 1993
- Cascante (Espagne) depuis 1995

## Population et société
Les habitants sont appelés les Castillonnais.

### Démographie

#### Évolution démographique
L'évolution du nombre d'habitants est connue à travers les recensements de la population effectués dans la commune depuis 1793. Pour les communes de moins de 10 000 habitants, une enquête de recensement portant sur toute la population est réalisée tous les cinq ans, les populations de référence des années intermédiaires étant quant à elles estimées par interpolation ou extrapolation. Pour la commune, le premier recensement exhaustif entrant dans le cadre du nouveau dispositif a été réalisé en 2006.

En 2022, la commune comptait 3 320 habitants, en évolution de +5,06 % par rapport à 2016 (Gironde : +6,91 %, France hors Mayotte : +2,11 %).
| 1793  | 1800  | 1806  | 1821  | 1831  | 1836  | 1841  | 1846  | 1851  |
| ----- | ----- | ----- | ----- | ----- | ----- | ----- | ----- | ----- |
| 2 520 | 2 580 | 2 133 | 2 787 | 2 897 | 2 960 | 3 009 | 3 040 | 3 213 |

| 1856  | 1861  | 1866  | 1872  | 1876  | 1881  | 1886  | 1891  | 1896  |
| ----- | ----- | ----- | ----- | ----- | ----- | ----- | ----- | ----- |
| 4 088 | 3 517 | 3 597 | 3 656 | 3 084 | 3 091 | 2 954 | 2 965 | 3 146 |

| 1901  | 1906  | 1911  | 1921  | 1926  | 1931  | 1936  | 1946  | 1954  |
| ----- | ----- | ----- | ----- | ----- | ----- | ----- | ----- | ----- |
| 3 272 | 3 117 | 3 037 | 2 703 | 2 962 | 3 099 | 3 120 | 3 071 | 3 077 |

| 1962  | 1968  | 1975  | 1982  | 1990  | 1999  | 2006  | 2011  | 2016  |
| ----- | ----- | ----- | ----- | ----- | ----- | ----- | ----- | ----- |
| 3 108 | 3 102 | 3 166 | 3 207 | 3 020 | 3 113 | 3 148 | 2 886 | 3 160 |

| 2021  | 2022  | - | - | - | - | - | - | - |
| ----- | ----- | - | - | - | - | - | - | - |
| 3 279 | 3 320 | - | - | - | - | - | - | - |

### L'agglomération et l'aire urbaine
Selon le zonage 2010 de l’Insee, l'unité urbaine de Castillon-la-Bataille (l'agglomération) regroupait trois communes : Castillon-la-Bataille, Saint-Magne-de-Castillon, ainsi que Lamothe-Montravel en Dordogne.
L'aire urbaine s'étendait sur les trois mêmes communes.
En 2020, l'Insee a procédé à une actualisation de ces périmètres. Dans ce nouveau zonage, l'unité urbaine a une communes de plus : Saint-Étienne-de-Lisse.
Pour permettre des comparaisons plus aisées avec les autres villes européennes, le concept d'aire urbaine a été remplacé en 2020 par celui d'aire d'attraction d'une ville. Castillon-la-Bataille en est dépourvue.

### Manifestations culturelles et festivités
Chaque été, a lieu une reconstitution historique de la bataille qui mit fin à la guerre de Cent Ans en 1453 (voir Bataille de Castillon).
De nombreuses manifestations sont organisées sous l'égide de l'office de tourisme.

### Sports
- En rugby à XV, l'US Castillonnaise a été :
  - finaliste du championnat de France Promotion d'Honneur en 1999,
  - championne de France Promotion d'Honneur en 2015.
  - Montée en Fédérale 3 en 2020-2021
  - Montée en Fédérale 2 en 2022-2023
  - Montée en Fédérale 1 en 2024-2025
- Chaque année, a lieu une course cycliste, le critérium de Castillon-la-Bataille.

## Économie

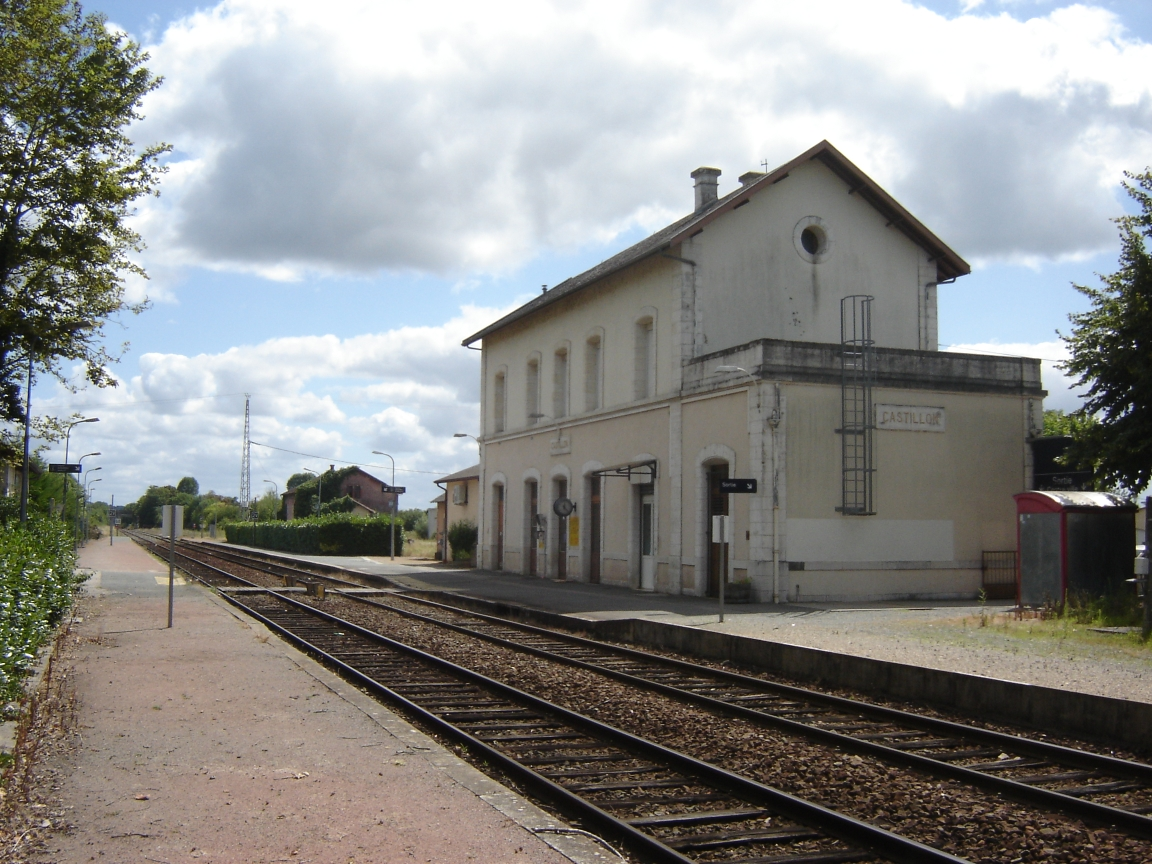
Gare de Castillon à Castillon-la-Bataille.

Emploi : entre 1990 et 1999 le canton de Castillon-la-Bataille a connu une croissance significative essentiellement due au secteur tertiaire dynamisé notamment par les activités de prestations viticoles.[réf. souhaitée]
Castillon-la-Bataille participe à partir de 2022 à l'expérimentation « Territoires zéro chômeur de longue durée ».

### Viticulture
La ville de Castillon-la-Bataille a donné son nom à l'appellation côtes-de-castillon, devenue en 2009 la dénomination castillon-côtes-de-bordeaux. Le vignoble s'étend sur 2 850 ha sur neuf communes. Cette appellation s'était distinguée de l'appellation bordeaux en 1989.

## Culture locale et patrimoine

### Lieux et monuments
- La porte du Midi, ou porte de Fer est un vestige de l'enceinte de la ville.
- L'église Saint-Symphorien de Castillon-la-Bataille date du XVIIIe siècle. L'édifice est inscrit au titre des monuments historiques en 1925[47].
- Église Sainte-Marguerite de Capitourlan.
- La mairie est un ancien hôpital du XVIIIe siècle.
- La chapelle Sainte-Marguerite, du XIIe siècle, est située à Capitourlan.

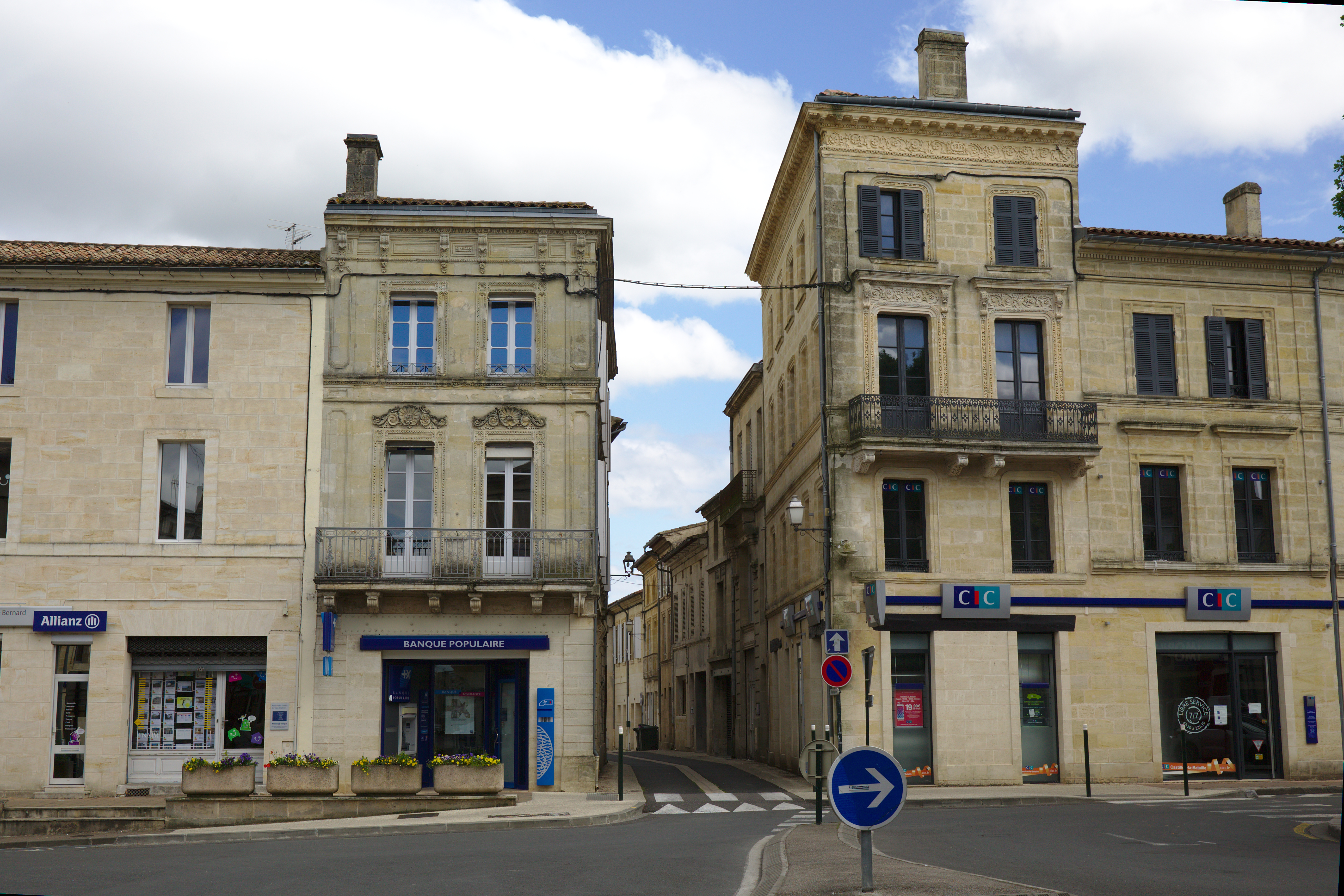
Bâtiments centre.
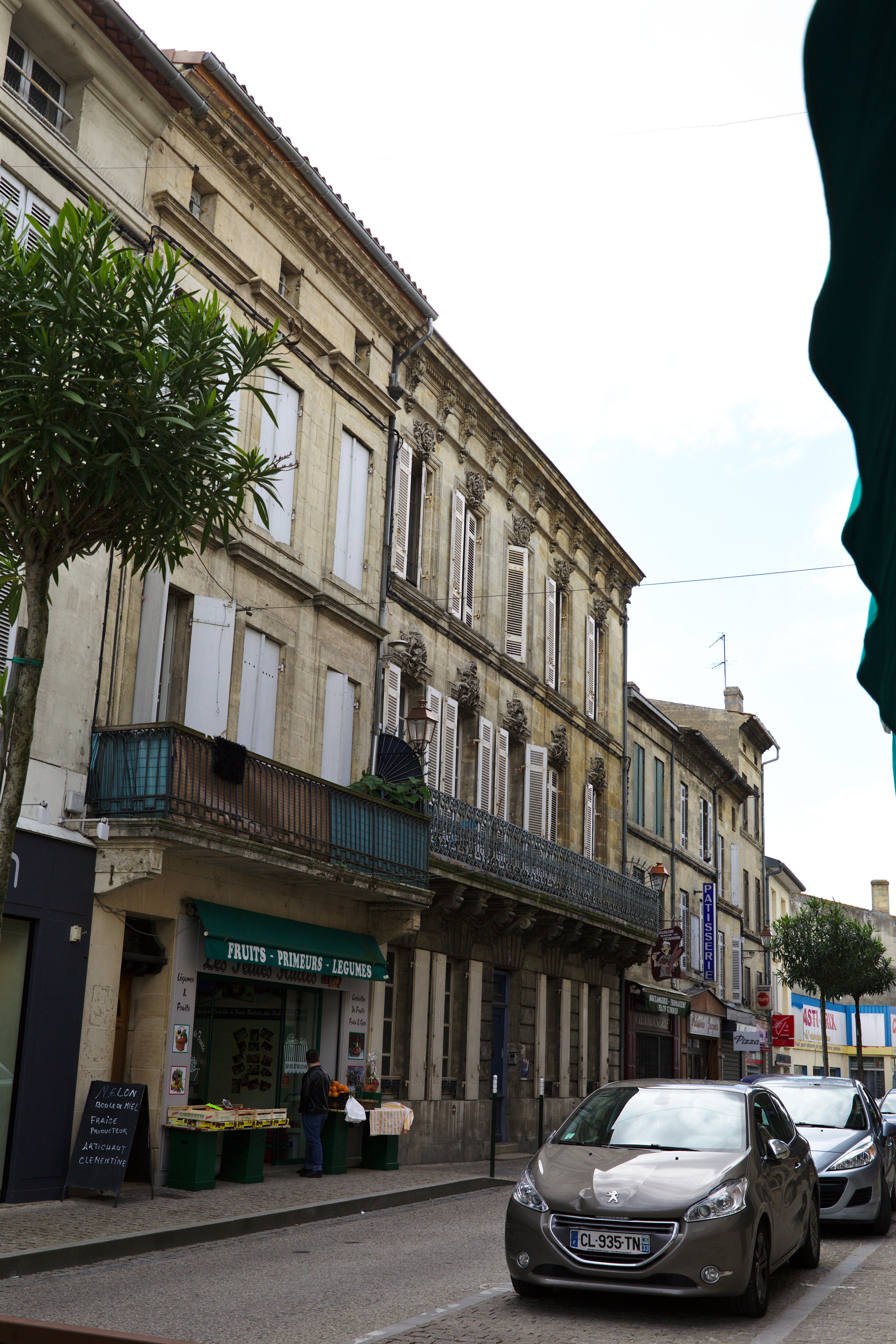
Immeuble ancien.
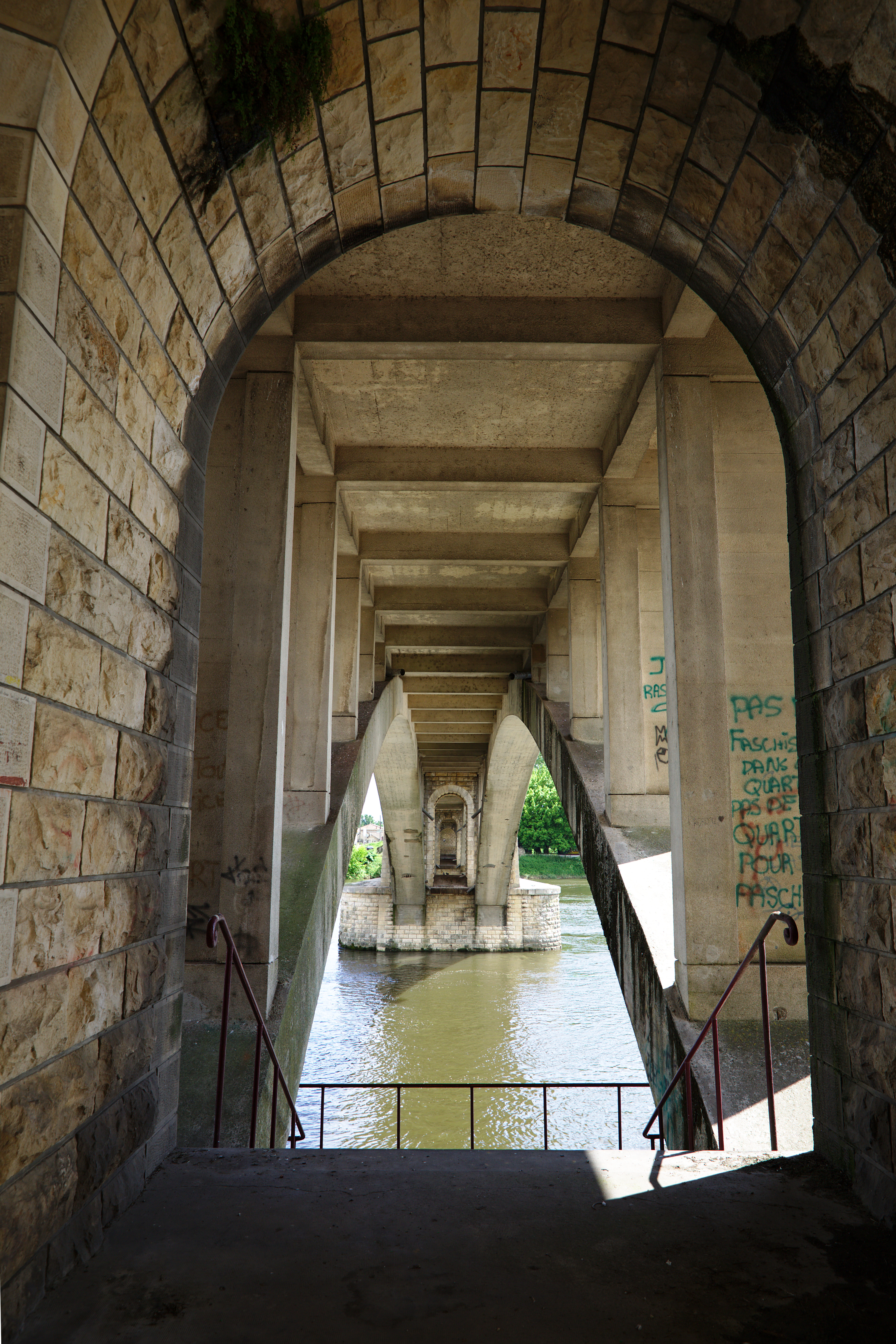
Tablier du pont.
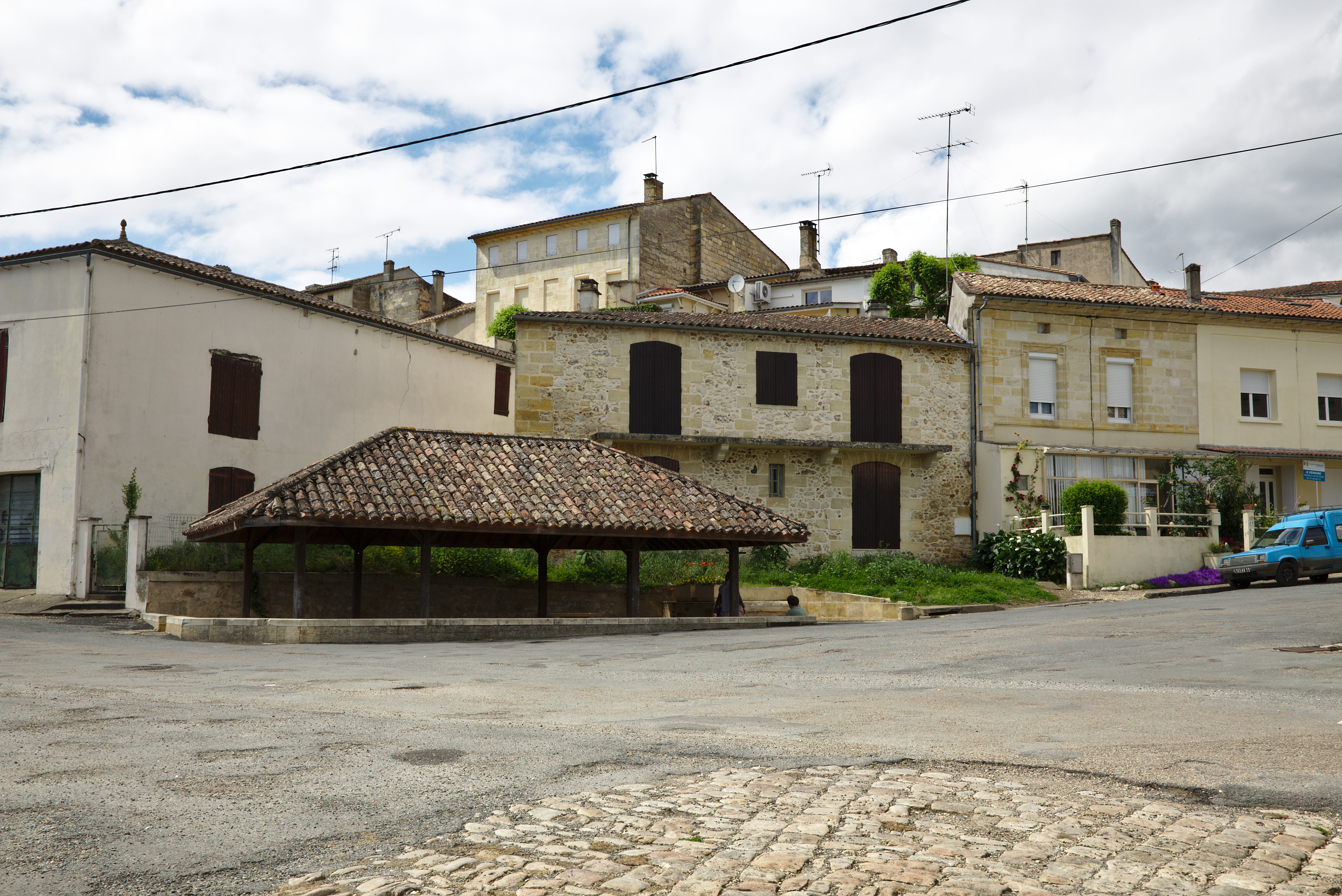
Le lavoir.

### Personnalités liées à la commune
- John Talbot (entre 1384 et 1390-1453) fut l'un des chefs anglais lors de la guerre de Cent Ans ; il est mort lors de la bataille de Castillon.
- Jean Bureau (ca 1390-1463), grand maître de l'artillerie du roi Charles VII, vainqueur de la bataille de Castillon en 1453.
- Gabriel Queyssat (1743-1837), général des armées de la République, y est né.
- Thomas-Prosper Gragnon-Lacoste (1820-1895) avocat, notaire, écrivain bordelais, né dans la commune.
- Jean de Laborde (1878–1977), amiral célèbre pour le sabordage de la flotte française à Toulon durant la Seconde Guerre mondiale, mort dans la commune.
- Jean Durozier (1922-2011), directeur de théâtre, metteur en scène et comédien, né dans la commune.
- Julie Andrieu (1974-), animatrice de télévision et critique gastronomique française possède une maison sur la commune[48].

### Héraldique
| Armes | Les armes de Castillon-la-Bataille se blasonnent ainsi : De gueules à la croix cousue d'azur chargée d'un château de trois tours d'argent ouvertes et ajourées de sable, celle du milieu, plus haute, donjonnée de deux tourelles aussi d'argent ajourées aussi de sable, cantonnée de quatre fleurs de lys d'or. |